# Supercopa de España 1995
La Supercopa de España 1995 è stata la dodicesima edizione della Supercoppa di Spagna.
Si è svolta nell'agosto 1995 in gara di andata e ritorno tra il Real Madrid, vincitore della Primera División 1994-1995, e il Deportivo La Coruña, vincitore della Coppa del Re 1994-1995.
A conquistare il titolo è stato il Deportivo che ha vinto la gara di andata a La Coruña per 3-0 e quella di ritorno a Madrid per 2-1.

## Partecipanti
| Squadre             | Qualificazione                             | Partecipazioni precedenti (il grassetto indica la vittoria) |
| ------------------- | ------------------------------------------ | ----------------------------------------------------------- |
| Real Madrid         | Vincitore della Primera División 1994-1995 | 5 (1982, 1988, 1989, 1990, 1993)                            |
| Deportivo La Coruña | Vincitore della Coppa del Re 1994-1995     | Nessuna                                                     |

## Tabellini

### Andata
| Arbitro: | Ansuátegui Roca |

|                                       |           |  |
| Donato 55’ (rig.) Fran 60’ Bebeto 65’ | Marcatori |  |

| Deportivo | Real Madrid |

| Deportivo La Coruña: |    |                          |     |     |
|                      |    |                          |     |     |
| P                    | 22 | Juan Garrido Canales     |     |     |
| D                    | 2  | Voro                     | 74’ |     |
| D                    | 5  | Miroslav Đukić           |     |     |
| D                    | 4  | José Luis Ribera         |     |     |
| D                    | 7  | Nando                    | 35’ |     |
| C                    | 8  | Alfredo                  |     |     |
| C                    | 12 | Donato                   |     |     |
| C                    | 14 | Txiki Begiristain        |     | 46’ |
| C                    | 10 | Fran (c)                 |     | 66’ |
| A                    | 16 | Javier Manjarín          |     | 64’ |
| A                    | 11 | Bebeto                   |     |     |
| A disposizione:      |    |                          |     |     |
| P                    | 1  | Francisco Liaño          |     |     |
| D                    | 3  | Luis María López Rekarte |     | 46’ |
| D                    | 6  | Paco                     |     |     |
| C                    | 19 | Adolfo Aldana            |     | 66’ |
| A                    | 9  | Dmitrij Radčenko         |     | 64’ |
| Allenatore:          |    |                          |     |     |
| John Toshack         |    |                          |     |     |

| Real Madrid:    |               |                       |          |     |
|                 |               |                       |          |     |
| P               | 1             | Francisco Buyo        | 54’      |     |
| D               | 3             | Quique Sánchez Flores |          |     |
| D               | 4             | Fernando Hierro       |          |     |
| D               | 5             | Manolo Sanchís (c)    |          |     |
| D               | 19            | Mikel Lasa            | 48’, 84’ |     |
| C               | 21            | Luis Enrique          |          |     |
| C               | 6             | Fernando Redondo      |          |     |
| C               | 11            | José Emilio Amavisca  |          | 75’ |
| C               | 20            | Freddy Rincón         |          | 54’ |
| A               | 17            | Raúl                  |          |     |
| A               | 9             | Iván Zamorano         |          |     |
| A disposizione: |               |                       |          |     |
| P               | 13            | Santiago Cañizares    |          | 54’ |
| D               | 18            | Rafael Alkorta        |          |     |
| C               | 8             | Míchel                |          | 75’ |
| C               | 14            | Luis Milla            |          |     |
| A               | 10            | Michael Laudrup       |          |     |
| Allenatore:     |               |                       |          |     |
| Jorge Valdano   | Jorge Valdano | Jorge Valdano         | 77’      |     |

### Ritorno
| Arbitro: | López Nieto |

|            |           |                              |
| Hierro 30’ | Marcatori | 82’ Manjarín 88’ Begiristain |

| Real Madrid | Deportivo |

| Real Madrid:    |    |                       |     |     |
|                 |    |                       |     |     |
| P               | 13 | Santiago Cañizares    |     |     |
| D               | 3  | Quique Sánchez Flores |     |     |
| D               | 18 | Rafael Alkorta        | 75’ | 80’ |
| D               | 4  | Fernando Hierro       |     |     |
| D               | 22 | Miquel Soler          |     |     |
| C               | 14 | Luis Milla            |     |     |
| C               | 20 | Freddy Rincón         |     | 46’ |
| C               | 21 | Luis Enrique          | 6’  |     |
| C               | 10 | Michael Laudrup       |     |     |
| A               | 11 | José Emilio Amavisca  |     | 46’ |
| A               | 9  | Iván Zamorano         |     |     |
| A disposizione: |    |                       |     |     |
| P               | 25 | Pedro Contreras       |     |     |
| D               | 2  | Chendo                |     |     |
| D               | 15 | Nando                 |     | 80’ |
| C               | 8  | Míchel                |     | 46’ |
| A               | 17 | Raúl                  |     | 46’ |
| Allenatore:     |    |                       |     |     |
| Jorge Valdano   |    |                       |     |     |

| Deportivo La Coruña: |    |                          |     |     |
|                      |    |                          |     |     |
| P                    | 22 | Juan Garrido Canales     |     |     |
| D                    | 2  | Voro                     |     |     |
| D                    | 5  | Miroslav Đukić           |     |     |
| D                    | 4  | José Luis Ribera         |     |     |
| D                    | 7  | Nando                    |     | 73’ |
| C                    | 8  | Alfredo                  |     | 25’ |
| C                    | 12 | Donato                   | 38’ |     |
| C                    | 3  | Luis María López Rekarte |     |     |
| C                    | 10 | Fran (c)                 |     |     |
| A                    | 9  | Dmitrij Radčenko         |     | 37’ |
| A                    | 11 | Bebeto                   |     |     |
| A disposizione:      |    |                          |     |     |
| P                    | 1  | Francisco Liaño          |     |     |
| D                    | 6  | Paco                     |     | 73’ |
| C                    | 14 | Txiki Begiristain        |     | 37’ |
| C                    | 19 | Adolfo Aldana            |     |     |
| A                    | 16 | Javier Manjarín          |     | 25’ |
| Allenatore:          |    |                          |     |     |
| John Toshack         |    |                          |     |     |